# Anna Grzesiak
Anna Grzesiak (ur. 30 stycznia 1987 w Kaliszu) – polska triathlonistka, wielokrotna medalistka mistrzostw Polski w triathlonie, duathlonie i aquathlonie.
Brązowa medalistka Mistrzostw Europy w duathlonie. Akademicka mistrzyni Świata w drużynie w 2010 r.

## Osiągnięcia sportowe
2003
- 5. miejsce w Mistrzostwach Europy Sztafet w Triathlonie w Gyor/Węgry

2004
- 1. miejsce w Mistrzostwach Polski w Triathlonie w Lubniewicach (dystans sprinterski; kat. Junior Młodszy)
- 1. miejsce w Mistrzostwach Polski w Duathlonie w Kole (dystans sprinterski; kat. Junior Młodszy)
- 1. miejsce w Mistrzostwach Polski w Aquathlonie w Lubinie (dystans sprinterski; kat. Junior Młodszy)

2005
- 2. miejsce w Mistrzostwach Polski w Aquathlonie w Sławie (dystans sprinterski; kat. Junior)
- 2. miejsce w Mistrzostwach Polski w Triathlonie w Kędzierzynie-Koźlu (dystans olimpijski; kat. Junior)

2006
- 2. miejsce w Mistrzostwach Polski w Triathlonie w Chodzieży (dystans sprinterski; kat. Junior)

2007
- 2. miejsce w Mistrzostwach Polski w Aquathlonie w Częstochowie (dystans sprinterski; kat. Młodzieżowiec)
- 3. miejsce w Mistrzostwach Polski w Cross – Duathlonie w Kole (dystans sprinterski; kat. Młodzieżowiec)

2008
- 3. miejsce w Mistrzostwach Polski w Triathlonie w Chodzieży (dystans olimpijski; kat. Młodzieżowiec)
- 3. miejsce w Mistrzostwach Polski w Triathlonie w Sławie (dystans sprinterski; kat. Młodzieżowiec)
- 3. miejsce w Mistrzostwach Polski w Aquathlonie w Głogowie (dystans sprinterski; kat. Młodzieżowiec)
- 3. miejsce w Mistrzostwach Polski Sztafet w Triathlonie w Dębnie (dystans supersprint)
- 3. miejsce w Mistrzostwach Europy w Duathlonie w Serres/Grecja (dystans olimpijski; kat. Młodzieżowiec)
- 7. miejsce w Pucharze Europy w Triathlonie w Chani/Kreta (dystans olimpijski)
- 19. miejsce w Akademickich Mistrzostwach Świata w Triathlonie w Turcji

2009
- 3. miejsce w Mistrzostwach Polski w Triathlonie w Sławie
- 3. miejsce w Mistrzostwach Polski w Triathlonie w Górznie

(dystans olimpijski; kat. Młodzieżowiec)
- 3. miejsce w Mistrzostwach Polski w Aquathlonie w Gdyni
- 2. miejsce w Mistrzostwach Polski w Aquathlonie w Gdyni

(kat. Młodzieżowiec)
2010
- 1. miejsce w Akademickich Mistrzostwach Świata w Triathlonie /drużyna/ w Walencji/Hiszpania
- 5. miejsce w Akademickich Mistrzostwach Świata w Triathlonie w Walencji/Hiszpania
- 2. miejsce w Mistrzostwach Polski w Triathlonie w Szczecinku

(dystans sprinterski; kat. Młodzieżowiec)